# Provinz Artemisa
| Artemisa           | Artemisa       |
| ------------------ | -------------- |
| Karte              |                |
| Hauptstadt         | Artemisa       |
| Fläche             | 4.004,27 km²   |
| Einwohner          | 494.631 (2012) |
| Bevölkerungsdichte | 123,6 EW/km²   |
| ISO-Code           | CU-15          |

Artemisa ist eine kubanische Provinz, die am 1. Januar 2011 aus der Aufspaltung der Provinz Havanna-Land entstand. Neben den Municipios (Landkreisen) des westlichen Teils dieser Provinz bekam Artemisa noch drei Municipios aus der Provinz Pinar del Río. Hauptstadt ist die gleichnamige Stadt Artemisa.
Artemisa liegt im Westen Kubas. Westlich der Provinz liegt Pinar del Río, im Nordosten grenzt sie an die Hauptstadt Havanna und im Südosten an die ebenfalls 2011 gegründete Provinz Mayabeque. Die Nordgrenze bildet die Floridastraße und die Südgrenze der Golf von Batabanó.
Die Provinz hat eine Fläche von 4004,27 km² und beherbergt 502.392 Einwohner, was einer Dichte von 125,5 Einwohnern je Quadratkilometer entspricht. Artemisa is demnach sowohl von der Fläche als auch der Einwohnerzahl her eine relativ kleine Provinz. Die Bevölkerungsdichte ist jedoch nach Havanna und Santiago de Cuba die dritthöchste im Land.

## Municipios

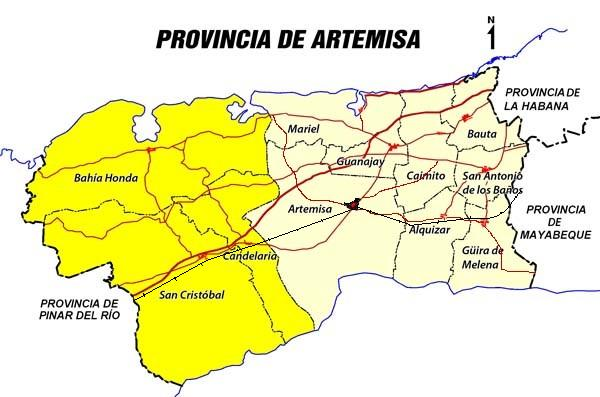
Karte der Provinz Artemisa.
Gelb: aus der Provinz Pinar del Río,
Weiß: aus der bisherigen Provinz La Habana

Die Provinz Artemisa besteht aus 11 Municipios, welche in etwa den deutschen Landkreisen entsprechen. Die Municipios Bahía Honda, Candelaria und San Cristóbal gehörten bis zum Jahr 2010 zur Provinz Pinar del Río, die acht anderen zur aufgespaltenen Provinz La Habana (Havanna-Land).
| Municipio                | Fläche (km²) | Einwohner |
| ------------------------ | ------------ | --------- |
| Alquízar                 | 194,36       | 32.501    |
| Artemisa                 | 688,7        | 82.917    |
| Bahía Honda              | 784,14       | 45.124    |
| Bauta                    | 155,13       | 48.024    |
| Caimito                  | 239,4        | 39.304    |
| Candelaria               | 301,42       | 20.283    |
| Guanajay                 | 110,26       | 28.750    |
| Güira de Melena          | 199,22       | 39.821    |
| Mariel                   | 270,85       | 44.786    |
| San Antonio de los Baños | 126,37       | 49.942    |
| San Cristóbal            | 934,4        | 70.940    |
| Total                    | 4.004,27     | 502.392   |

Quelle: Oficina Nacional de Estadísticas und Instituto de Planificación Física (2010)